# Arash Amel
Arash Amel (Aberyswyth, Gales, Reino Unido; 1976) es un guionista y productor de Hollywood británico-iraní.
Es más conocido por el drama de la época de la princesa Grace con Grace of Monaco, protagonizada por Nicole Kidman, Tim Roth y Frank Langella, y dirigida por Olivier Dahan. El guion fue investigado y escrito en un periodo de 12 meses entre 2010 y 2011, fue incluido en la Lista Negra de 2011 de Hollywood de los guiones escritos no producidos más populares en ese año.